# Mars Blackmon
Mars Blackmon es un personaje de ficción creado por el cineasta Spike Lee.

## Descripción

### Concepción y primeras apariciones
Su primera aparición ocurrió en la película de 1986 She's Gotta Have It, donde fue interpretado por el mismo Lee. En la película, es un amante de los Knicks de Nueva York y de los Air Jordan (las zapatillas de baloncesto usadas por Michael Jordan). La popularidad del personaje llevó a que a finales de los años 1980 y principios de la década de 1990 apareciese en los anuncios de Nike Air Jordan junto a Jordan, siendo muy conocido por su uso de la frase "It's gotta be da shoes" ("Debe ser por los zapatos"). La campaña publicitaria con Lee como Mars ha sido reconocida como un hito en la evolución de la publicidad deportiva. A partir de enero de 2011, Nike ha vuelto a utilizar el personaje para su línea de zapatos Air Jordan "Spiz'ike". En la serie de televisión She's Gotta Have It de 2017, Blackmon es interpretado por el actor Anthony Ramos.

### Apariciones recientes
En el episodio del 30 de abril de 2010 del programa de televisión Who Do You Think You Are?, centrado en la búsqueda de Spike Lee de los ancestros de su madre, el director afirmó que había llamado a su abuela para pedirle un nombre para el personaje y ella le recomendó bautizarlo "Mars". En el episodio, la investigación de Lee encuentra que Mars era el nombre de su tatarabuelo. En marzo de 2015, un anuncio de televisión de la tarjeta de crédito Quicksilver de Capital One muestra a Samuel L. Jackson, Charles Barkley y Lee, en el que el cineasta utiliza el nombre de Mars Blackmon para registrarse en un hotel.